# Pelegrina morelos
Pelegrina morelos är en spindelart som beskrevs av Maddison 1996. Pelegrina morelos ingår i släktet Pelegrina och familjen hoppspindlar. Inga underarter finns listade i Catalogue of Life.